# Buxetroldia bisaccata
Buxetroldia bisaccata är en svampart som beskrevs av K.R.L. Petersen & Jørg. Koch 1997. Buxetroldia bisaccata ingår i släktet Buxetroldia och familjen Halosphaeriaceae.  Artens status i Sverige är: Ej påträffad. Inga underarter finns listade i Catalogue of Life.